# Денников, Андрей Сергеевич
Андре́й Серге́евич Де́нников (17 марта 1978, Москва — 17 марта 2014, там же) — российский актёр и режиссёр-постановщик Театра кукол имени Образцова, заслуженный артист Российской Федерации (2006), балетмейстер, художник-постановщик, поэт, певец.

## Биография
Родился 17 марта 1978 года в Москве.
В 1995 году поступил в Российский государственный гуманитарный университет (РГГУ) на историко-филологический факультет. С третьего курса РГГУ перешёл на второй курс ГИТИСа (художественный руководитель И. Г. Шароев). В 2001 году окончил ГИТИС по специальности «режиссёр».
В 1998—2000 годах выступал на камерных площадках Москвы (культурный центр «На Петровских линиях», дом-музей М. Н. Ермоловой) с труппой молодых актёров и артистов-любителей в своих спектаклях «Приключения Одиссея», «Маугли», «Молодость короля Людовика XIV», в моноспектакле «Маленькие трагедии».
С 2000 года работал в Театре кукол имени С. В. Образцова.
Ставил спектакли в синтетическом жанре, объединяющем традиционное драматическое искусство, работу с куклами, хореографию, вокал. Автор инсценировок и сценических адаптаций, сценограф собственных постановок. Обладал редкими голосовыми данными: контратенор, пел арии самого разного диапазона — Папагено, Царицы ночи, Джильды.
В 2005 году прямо на сцене во время спектакля «Исповедь хулигана» у него случился первый инсульт.
В 2008 году в Петрозаводске была издана книга А. Денникова «Взмах лебединого крыла: игра разума и чувств» (стихи, рисунки; второе, исправленное, издание книги вышло в Москве в 2014 году). Тогда же в Москве вышел диск с его записями песен на стихи С. Есенина и собственных стихов.
Летом 2011, направляясь на гастроли в Калининград, вместе со своей труппой попал в аварию, после которой не смог восстановиться и оставил сцену. Перенёс второй инсульт, долго и тяжело болел. Скончался 17 марта 2014 года в Москве. По завещанию похороны прошли в селе Константиново Рязанской области, на родине Сергея Есенина.

## Театральные работы
За годы работы в театре поставил следующие спектакли:
- «Маленькие трагедии» — по А. С. Пушкину. Среди ролей — Скупой рыцарь, Лаура, Дона Анна, Лепорелло, Моцарт и Сальери. Премьера — 15 декабря 2000 года
- «Молодость короля Людовика XIV» — по А. Дюма. А. Денников — роли Людовика и Мазарини. Премьера — 21 апреля 2001 года
- «Кот Васька и его друзья» — по В. Лифшицу. Премьера — 21 декабря 2001 года
- «Шутовская комедия о Тиле» — по Г. Горину. Премьера — 25 октября 2002 года
- «Исповедь хулигана» — по С. А. Есенину. Предпремьерный показ — 14 декабря (Петрозаводск), премьера — 28 декабря 2002 года
- «Риголетто» — на музыку Дж. Верди. А. Денников исполнял роли Риголетто, Герцога, Джильды и других. В финале он один исполнял квартет на все голоса. Премьера — 14 марта 2003 года в Марселе). Первый показ в Москве — 9 апреля 2003 года
- «Кармен! Моя Кармен!» — по опере Ж. Бизе «Кармен» и одноимённой новелле П. Мериме. А. Денников исполнял роль Чёрного Тореадора и его куклы Кармен. Пел за Кармен и Хосе, в том числе дуэты. Премьера первой редакции — 17 марта 2004 года (Марсель). Премьера второй редакции — 21 октября 2007 года (Москва)
- «Волшебная флейта» — по В. А. Моцарту. А. Денников исполнял роли Моцарта, Папагено и Царицы Ночи. Премьера — 24 марта 2005 года (Марсель). Первый показ в Москве — 15 апреля 2005 года
- «Бери шинель, пошли домой!» — композиция к годовщине Победы в Великой Отечественной войне. Премьера — 6 мая 2005 года. А. Денников исполнял роли Ивана и И. В. Сталина.
- «Левша» — единственный не кукольный спектакль А. Денникова, поставлен в театре Сатиры.
- «Концерт для Чичикова с оркестром» — по мотивам поэмы Н. В. Гоголя «Мёртвые души». А. Денников исполнял роли всех помещиков, включая Коробочку, а также роль «Дамы, приятной во всех отношениях». Премьера — 17 марта 2006 года (Марсель). Первый показ в Москве — 7 апреля 2006 года
- «Странная миссис Сэвидж» — по Джону Патрику. А. Денников исполнял роль Джеффри, роль миссис Сэвидж исполнила Вера Васильева. Премьера — 8 декабря 2006 года (Москва).
- «Жизнь собачья» — по повести К. Сергиенко «До свидания, овраг» и пьесе В. Беляковича. Премьера — 23 декабря 2007 года
- «Нижинский, сумасшедший Божий клоун» — по пьесе Г. Бламстейна (исполнитель роли Вацлава Нижинского — А. Денников). Премьера — 22 марта 2008 года

Андрей Денников работал с Анной Львовой (сценография и костюмы) и Юлией Канаевой (хореография).